# Нерпиче (Камчатски край)
Нѐрпиче (на руски: Нерпичье озеро) е езеро-лагуна в Азиатската част на Русия, Камчатски край. С площ от 527 km² е най-голямото езеро в Камчатски край и 22-рото по големина в Русия.
Езерото Нерпиче е разположено в източната част на полуостров Камчатка, в източната част на Камчатски край, в устието на река Камчатка на 5 m н.в.
Езерото има неправилна форма, издължено от североизток на югозапад с ясно обособен залив в североизточната част под името езеро Култучное. Тези 2 езера са свързани помежду си с широк около 1 км и плитък до 1 м проток; на югозапад чрез протока Езерен (дълъг 10 km) езерото Нерпиче се свързва с река Камчатка, а чрез нея и с Тихия океан.
Площта на обединената езерна система е 527 km², в това число същинското езеро Нерпиче – 428 km², езерото Култучное – 99 km². Нивото на водата в езерната система е на 5 m н.в. Площта на водосборния басейн на езерото е 2550 km². Средните и максималните дълбочини са: в езерото Нерпиче – 3,4 m и 12 m, а в езерото Култучное – 7,7 m и 12,5 m. Обемът на водата в езерната система е 2,25 km3 съответно: 1,48 km3 Нерпиче, 0,77 km3 Култучное. През пролетно-летния период (по време на пълноводието и поройните дъждове) значението на всички морфометрични характеристики се увеличават, а през зимното маловодие – намаляват.
Освен река Камчатка, която внася около 90% от водата в езерото, в него се вливат още 25 малки реки с дължина над 10 km, най-големи от които са: Халница, Тарховка и Олховая 2-ра.
Най-характерната особеност на езерната система Нерпиче-Култучное е периодичната смяна на хидроложките показатели – от пресни към солени води и обратно. Още в края на ХІХ в. е отбелязано, че причината за периодичната смяна на вида на водата се дължи на удължаването или намаляването на тясната и дълга коса (полуостров), блокираща устието на река Камчатка. Езерото е било с прясна вода, когато устиевата коса е била дълга с повече от 6 – 7 км от сегашната ѝ дължина, и със солена вода, когато косата се е скъсявала. По исторически данни е установено, че от началото на ХVІІІ в. са се сменили 3 пресни и 4 солени цикъла в развитието на езерото. Последният пресноводен цикъл е наблюдаван в началото на ХХ в. и е продължил около 25 години. В средата на този период (1908 – 1909 г.) дължината на устиевата коса е била с 8 km по-дълга от сегашната. Този период е продължил до 1923 г., след което започва засоляването на езерната система и продължава и понастоящем. Толкова дългата продължителност на засолен стадий се обяснява с това, че през целия ХХ в. удължаването на косата изкуствено се е контролирало.
В езерото Нерпиче минималната соленост на водата (около 4‰) се установява през юни, когато за опресняването ѝ способства навлизането на големи водни маси от река Камчатка по време на нейното пълноводие. Максимална соленост (около 22‰) има през зимата, когато притокът на вода от реката няма и под леда навлизат солени води от Тихия океан. Температурата на водата в езерото се изменя от 0 °C през зимата до 19 – 20 °C през лятото. В езерото през годината съществуват две водни маси – повърхностна и придънна. За пъвърхностната водна маса е характерна понижена соленост (2,8 – 5,2‰) и голяма сезонна амплитуда на температурата на водата (от 0,1 °C до 18 °C и повече). Придънната водна маса има повишена соленост (5,9 – 11,3‰) и стабилна ниска температура (0,1 – 6,7 °C).
Дъното на езерото Нерпиче е тинесто-песъчливо, а на североизток, с отдалечаването от Езерния проток – тинесто. В езерото Култучное дъното е тинесто, а в протока между двете езера преобладават пясъчните фракции. В тинята и на двете езера се съдържа голямо количество сероводород.
На брега на езерото са разположени две населени места: селата Уст Камчатск и Крутоберегово. Има няколко рибопреработващи предприятия и морско пристанище, приемащо съдове с плитко газене.

## Топографски карти
- Лист от карта O-58-XXXI Усть-Камчатск. Мащаб: 1 : 200 000. Състояние на местността към 1971-1980 год. Издание 1986 г.
- Лист от карта O-58-XXXII. Мащаб: 1 : 200 000. Указать дату выпуска/состояния местности.